# Julian Jeanvier
Julian Jeanvier (Clichy, 31 maart 1992) is een Frans voetballer die als centrale verdediger speelt.

## Clubcarrière
Jeanvier speelde in Frankrijk bij AS Nancy en Lille OSC, waar hij gedurende het seizoen 2013/14 in de A-kern zat maar geen enkele wedstrijd speelde. Tijdens het seizoen 2014/15 wordt hij uitgeleend aan het pas gepromoveerde Mouscron-Péruwelz. Het seizoen daarop werd hij opnieuw verhuurd, ditmaal aan het Franse Red Star FC. In de zomer van 2016 tekende hij een contract tot medio 2018 bij Stade de Reims.  
Hij tekende in de zomer van 2018 een contract tot medio 2022 bij Brentford FC, dat hem overnam van Stade de Reims.

## Statistieken
| Seizoen | Club                 | Competitie         | Competitie | Competitie | Beker | Beker | Totaal | Totaal |
| Seizoen | Club                 | Competitie         | Wed.       | Dlp.       | Wed.  | Dlp.  | Wed.   | Dlp.   |
| ------- | -------------------- | ------------------ | ---------- | ---------- | ----- | ----- | ------ | ------ |
| 2012/13 | AS Nancy             | Ligue 1            | 7          | 0          | 4     | 0     | 11     | 0      |
| 2013/14 | Lille OSC            | Ligue 1            | 0          | 0          | 0     | 0     | 0      | 0      |
| 2014/15 | → Moeskroen-Péruwelz | Jupiler Pro League | 17         | 0          | 0     | 0     | 17     | 0      |
| 2015/16 | → Red Star 93        | Ligue 2            | 24         | 2          | 0     | 0     | 24     | 2      |
| 2016/17 | Stade de Reims       | Ligue 2            | 29         | 3          | 1     | 0     | 30     | 3      |
| 2017/18 | Stade de Reims       | Ligue 2            | 33         | 2          | 4     | 0     | 37     | 2      |
| 2018/19 | Brentford            | Championship       | 24         | 2          | 7     | 3     | 31     | 5      |
| 2019/20 | Brentford            | Championship       | 26         | 1          | 1     | 0     | 27     | 1      |
| 2020/21 | → Kasımpaşa          | Süper Lig          | 4          | 0          | 0     | 0     | 4      | 0      |
| 2021/22 | Brentford            | Premier League     | 0          | 0          | 0     | 0     | 0      | 0      |
| 2022/23 | AJ Auxerre           | Ligue 1            | 22         | 1          | 2     | 0     | 24     | 1      |
| 2023/24 | Kayserispor          | Süper Lig          | 13         | 1          | 1     | 0     | 14     | 1      |
| 2024/25 | Kayserispor          | Süper Lig          | 15         | 0          | 0     | 0     | 15     | 0      |
| Totaal  | Totaal               | Totaal             | 214        | 12         | 20    | 3     | 234    | 15     |

Bijgewerkt tot en met het seizoen 2024/25.
1 Piri ·
3 Attamah ·
4 Kolovetsios  ·
5 Hosseini ·
6 Karimi ·
7 Cardoso ·
8 Yılmaz ·
9 Nazon ·
10 Bourabia ·
11 Sazdağı ·
13 Bahoken ·
16 Özbek ·
17 Jeanvier ·
19 Uzodimma ·
20 Mané ·
23 Carole ·
25 Bayazıt ·
26 Gezek ·
28 Civelek ·
29 Cihan ·
33 Kaldırım ·
35 Özgan ·
39 Öztürk ·
54 Kocaman ·
77 Korkmaz ·
79 Ackah ·
88 Öztaş ·
99 Sarıarslan ·
Coach: Jakirović